# X Games
De X Games zijn sinds 1995 een jaarlijkse wedstrijd in extreme sporten. De X Games zijn live te zien op ESPN, dat de hoofdsponsor is. De Games zijn opgesplitst in twee seizoenen, de "gewone" X Games, die jaarlijks gehouden worden rond augustus, en de Winter X Games, die meestal in januari-februari plaatsvinden.

## Huidige[(sinds) wanneer?]sporten X Games
- BMX
  - Vert
  - Park (ook wel bekend als "Stunt Street")
  - Dirt Jumping
  - Big Air
- MotoX
  - Best Trick
  - Freestyle
  - Step Up
  - SuperX
  - Speed & Style
  - Best Whip
  - Enduro X
  - Adaptive
- Rally
  - Rallycar racing
  - Rallycar super rally
- Skateboarden
  - Vert
  - Park
  - Street
  - Best Trick
  - Big Air

## Huidige sporten Winter X Games
- Skiën
  - Skicross
  - Big Air
  - Slopestyle
  - Halfpipe
  - Monoski
  - Knuckle Huck
- Snowboarden
  - Slopestyle
  - Snowboardcross
  - Halfpipe
  - Big Air
  - Best Method
  - Knuckle Huck
- Snowmobilen (alleen mannen)
  - Snowcross
  - Freestyle
  - Speed & style
  - Best Trick